# 17岁教
17岁教是一个未正式成立的日本女性聲優团体。可能的称谓还包括永远的17岁教等等。相關團體有西村千奈美和葉月繪理乃的Team Thirty（チーム30）、後藤邑子和松來未祐的29歲教。2007年11月14日，「17歲教」一詞被收錄於日本新語辭典《現代用語的基礎知識》。

## 由来
1998年，当时34岁的日本知名女聲優井上喜久子和当时17岁的新人聲優山本麻里安搭档主持电台节目，在做自我介绍的时候，山本麻里安说：“我是山本麻里安，17岁。”井上喜久子也附和道：“我是井上喜久子，17岁”。
自此之后，井上喜久子出场的自我介绍很多时候就是“我是井上喜久子，17岁”。每当这时候，旁邊的人或台下的观众都会发出善意的吐槽声「喂、喂」（おいおい）。而其Fans和熟人在谈到其年龄的时候，多会用數學公式「17岁+N天」来表达其本人的真实年龄（此公式对所有17岁教的成员均适用）。Fans对其昵称则改为「17岁」或者「永远的17岁」（中国大陆地区的Fans的使用率很高）。
由此，井上本人被基本公认为是“教主”。
未正式成立的意思是，因为未公开宣布正式成立过，但是在其成员与Fans眼中，则是基本公认的存在。
2009年2月10日，为了庆祝井上喜久子诞辰1万日，有Fans整理出了相应的井上喜久子年表。

## 特点
17岁教的真正意思是，加入的成员，可以永远保持有17岁时候的声线（也就是声音的年龄永远是17岁的意思）。所有的新成员，都是由老成员布道传教发展而来，并且，必须由井上本人的认可，才能正式宣布加入成为新成员。虽然其成员以声优佔绝大多数，但是并不仅限于声优界。加入後，成員的出身地自動會被設定為「花田」。

## 现任成员（动画相关）
- 井上喜久子
- 田村由香里[3]
- 堀江由衣[5]
- 野川樱
- 佐藤利奈
- 石田燿子
- 松澤由美
- 古山貴實子
- 內田彩[6]

### 可能的成员（包括非正式成员）
- 浅野真澄
- 水树奈奈
- 大原沙耶香[7]
- 日笠阳子、南条爱乃、茅野爱衣（战姬绝唱2013年演唱会活动中，与井上喜久子一组，自称“我们都是17岁”）

## 廣播
廣播以特別節目的形式曾於2006年10月28日（星期六）27:00﹣28:00（日本深夜節目時間）播放。

## 相关项目
- 山本麻里安
- 田村由香里
- 西村千奈美、葉月繪理乃（Team Thirty（チーム30））
- 後藤邑子、松來未祐（29歲教）
- 高橋智秋（永遠的23歲）